# Nightwork
Nightwork je treći studijski album švedskog black metal-sastava Diabolical Masquerade. Album je 21. rujna 1998. godine objavila diskografska kuća Avantgarde Music.

## Naslovnica
Naslovnica albuma prikazuje unutrašnjost Kosturnice u Sedlecu, kvartu češkog grada Kutná Hora.

## Popis pjesama
Tekstovi i glazba: Blakkheim. 
| 1.    | »Rider on the Bonez«                | 5:54 |
| 2.    | »Dreadventurouz«                    | 5:46 |
| 3.    | »The Zkeleton Keyz to the Dead«     | 5:17 |
| 4.    | »Thiz Ghoultimate Omen«             | 4:33 |
| 5.    | »All Onboard the Perdition Hearze!« | 4:56 |
| 6.    | »The Eerie Obzidian Circuz«         | 5:37 |
| 7.    | »Haunted by Horror«                 | 6:56 |
| 38:59 |                                     |      |

| Bonus pjesma s reizdane inačice | Bonus pjesma s reizdane inačice | Bonus pjesma s reizdane inačice | Bonus pjesma s reizdane inačice | Bonus pjesma s reizdane inačice | Bonus pjesma s reizdane inačice | Bonus pjesma s reizdane inačice | Bonus pjesma s reizdane inačice | Bonus pjesma s reizdane inačice | Bonus pjesma s reizdane inačice |
| Br.                             | Skladba                         | Trajanje                        |                                 |                                 |                                 |                                 |                                 |                                 |                                 |
| ------------------------------- | ------------------------------- | ------------------------------- | ------------------------------- | ------------------------------- | ------------------------------- | ------------------------------- | ------------------------------- | ------------------------------- | ------------------------------- |
| 8.                              | »Cryztalline Fiends«            | 1:49                            |                                 |                                 |                                 |                                 |                                 |                                 |                                 |
| 40:48                           |                                 |                                 |                                 |                                 |                                 |                                 |                                 |                                 |                                 |

## Zasluge
| Diabolical Masquerade - Blakkheim – vokali, gitara, bas-gitara, klavijature, produkcija, dizajn, logotip Dodatni glazbenici - Dan Swanö – prateći vokali, klavijature, bubnjevi, produkcija - Ingmar Döhn – dodatna bas-gitara, violončelo - Marie Gaard Engberg – flauta | Ostalo osoblje - Sir Robert Graves – dizajn - Mala – fotografija - Matthew Septimus – fotografija (naslovnice) |